# Triphaenopsis hyblaea
Triphaenopsis hyblaea là một loài bướm đêm trong họ Noctuidae.